# Doença

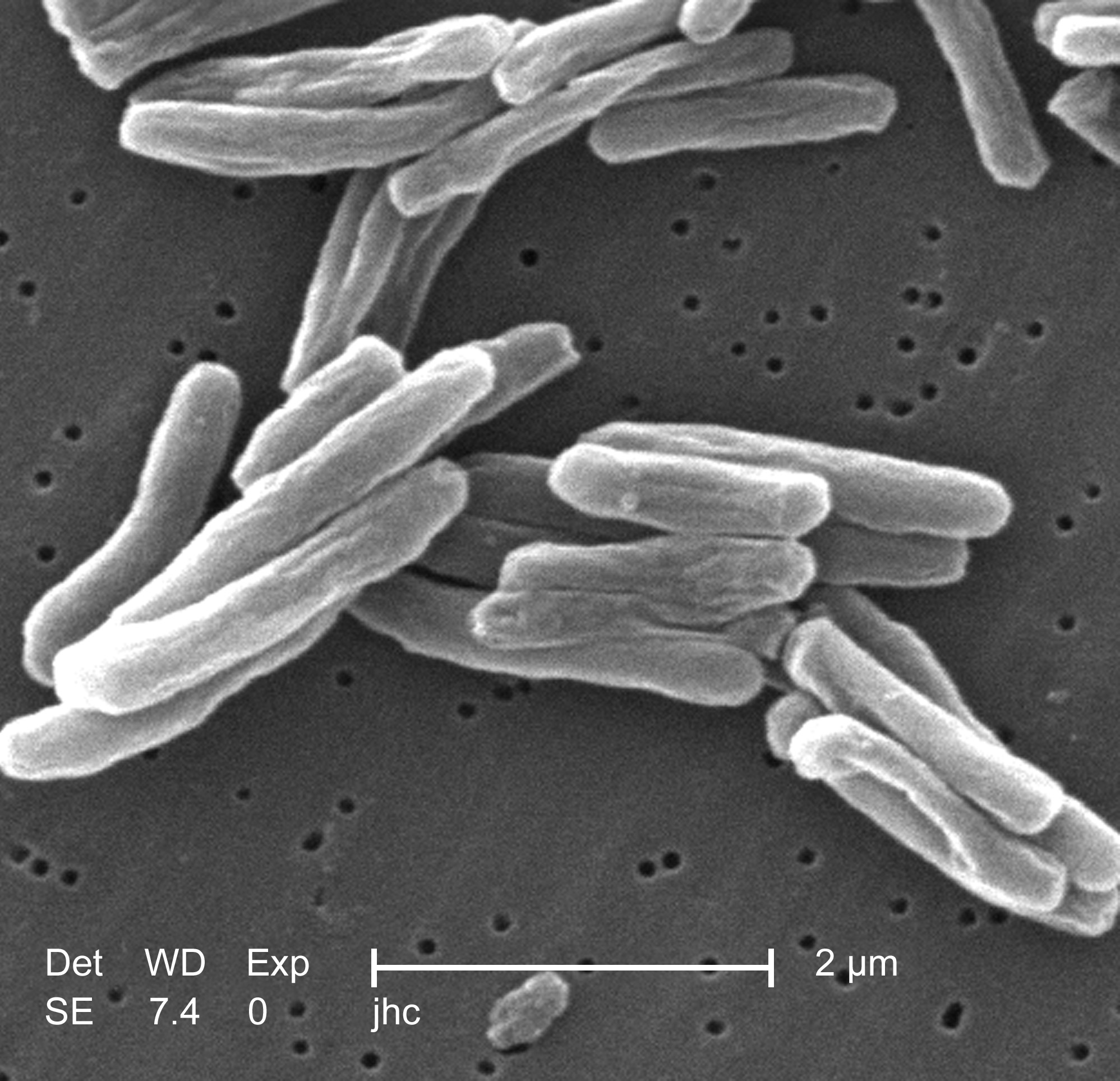
Micrografia eletrónica de varrimento de Mycobacterium tuberculosis, uma bactéria que causa tuberculose

Uma doença é uma situção clínica anormal específica que afeta negativamente o organismo e a estrutura ou função de parte de ou de todo um organismo, e que não é causada por um trauma físico externo. Doenças são frequentemente interpretadas como situações clínicas associadas a sintomas e sinais específicos. Uma doença pode ser causada por fatores externos tais como agentes patogénicos ou por disfunções internas. Pode se entender que doença é a apresentação de anormalidades na estrutura e no funcionamento de um organismo, afetando-o de forma negativa. Por exemplo, disfunções internas do sistema imunológico podem produzir uma variedade de diferentes doenças, inclusive várias formas de imunodeficiência, hipersensibilidade, alergias e desordens ou transtornos autoimunes.
Em humanos, doença é frequentemente usada amplamente para se referir a qualquer situação que causa dor, disfunção, desconforto, sentimento de incapacidade, anormalidades negativas e  problemas sociais ou morte à pessoa afligida, ou problemas similares àqueles em contacto com a pessoa. Neste sentido mais amplo, às vezes inclui traumas físicos, deficiências, transtornos, síndromes, infeções, sintomas isolados, comportamentos anormais e variações atípicas de estruturas e funções, enquanto em outros contextos e para outros propósitos podem ser consideradas categorias distinguíveis. Doenças podem não somente afetar pessoas fisicamente, como também mentalmente, como a contração e a convivência com uma doença podem alterar a perspetiva de vida de uma pessoa afetada.
Morte devido a doença é chamada de morte por causas naturais. Há quatro tipos principais de doença: doenças infeciosas, doenças de deficiência, doenças hereditárias (o que inclui tanto doenças genéticas quanto doenças hereditárias não-genéticas) e doenças fisiológicas. Doenças podem também ser classificadas de outras maneiras, tais como doenças transmissíveis versus não-transmissíveis. As doenças mais mortais em humanos são a doença arterial coronária (obstrução do fluxo sanguíneo), seguida de doença cerebrovascular e infeções respiratórias agudas. Em países desenvolvidos, as doenças que causam a maior moléstia em geral são transtornos neuropsiquiátricas, tais como depressão e ansiedade.
O estudo de doença é chamado patologia, que inclui o estudo de etiologia, ou causa.

## Conceitos de doença
Doença é um conceito complexo e multifacetado:
- conceito do senso comum: a palavra tem em linguagem quotidiana diferentes significados, muitas vezes distintos do significado médico;
- conceito jurídico: doenças dão a seus portadores determinados direitos (ex. não ir ao trabalho) e implica deveres para várias instituições (seguros de saúde, previdência social, empregador);
- conceito social: ser "doente" implica um determinado papel social que provoca em outras pessoas compaixão, atenção, apoio; além disso certos tipos de comportamento geralmente indesejáveis são aceitos (resmungar, não participar de atividades sociais);
- conceito acional (Handlungsbegriff): ter uma doença conduz a um determinado tipo de comportamento e a determinadas ações (procurar um médico, tratamento);
- conceito profissional: a classificação de um fenômeno como doença implica que somente algumas classes profissionais podem realizar seu tratamento

### Conceito médico
Por ter tantos usos e significados diferentes faz-se necessária uma definição pelo uso científico do termo. O conceito de doença compõem-se, segundo Häfner (1981, 1983), de dois componentes:
1. o distúrbio de funções, grupos de funções ou de sistemas interpessoais;
2. o estado não é proposital – "doença" implica incapacidade. Além disso ele é formado em diferentes níveis:
  1. a manifestação;
  2. o desenvolvimento da doença, que caracteriza o "estar doente" (Kranksein);
  3. o conhecimento dos órgãos afetados e do contexto patológico, de forma a se compreender como os primeiros níveis se influenciam mutuamente;
  4. o conhecimento das causas do contexto patológico.

Somente quando todos esses níveis são conhecidos pode-se falar de nosologia.

### Conceito bio-psicossocial
O conceito de doença descrito acima é o chamado "conceito médico". Ele localiza a doença dentro do indivíduo e a define como um fenômeno isolado, com causas biológicas e muitas vezes a ser tratado com medicamentos. Críticas contra esse conceito foram levantadas por várias ciências sociais (sociologia, antropologia, ciências da saúde, psicologia da reabilitação, etc.): uma doença não influencia somente o indivíduo, mas todas as pessoas que estão em contato com ele (família, amigos); além disso ela tem não apenas consequências biológicas, mas sociais (isolamento, preconceito, estereotipificação, etc.) e provocam muitas vezes mudanças no sistema social. Por isso se fala hoje de um conceito bio-psicossocial, ou seja uma doença deve ser vista sob diferentes pontos de vista, de acordo com os diferentes fatores que a influenciam:
- fatores biológicos – como a predisposição genética e os processos de mutação que determinam o desenvolvimento corporal em geral, o funcionamento do organismo e o metabolismo, etc.;
- fatores psicológicos – como preferências, expectativas e medos, reações emocionais, processos cognitivos e interpretação das percepções, etc.;
- fatores socioculturais – como a presença de outras pessoas, expectativas da sociedade e do meio cultural, influência do círculo familiar, de amigos, modelos de papéis sociais, etc.

A literatura sobre sociologia médica em língua inglesa costuma diferenciar esses diferentes aspectos da doença com o uso de três termos distintos (que no inglês quotidiano são usadas como sinônimos):
- disease é a parte médica e técnica;
- illness refere-se à experiência pessoal da pessoa doente;
- sickness refere-se ao aspecto social e relacional da doença.

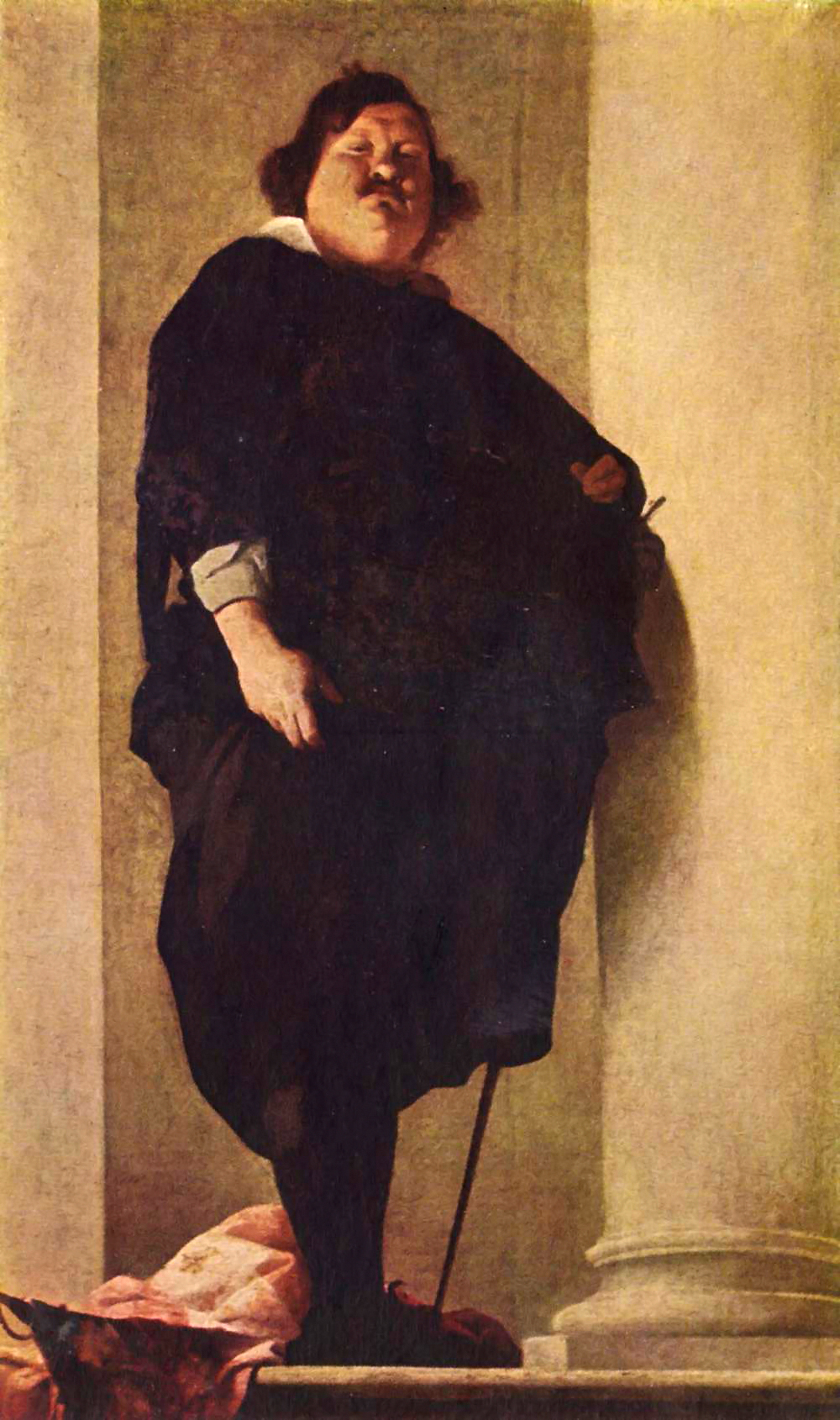
A obesidade foi um símbolo de status na cultura do Renascimento: O General Toscano Alessandro del Borro, obra atribuída a Andrea Sacchi, 1645. É agora geralmente considerada como uma doença.